# Andreas Moritsch
Andreas Moritsch (* 28. November 1936 in Dragantschach; † 27. Februar 2001 in Villach) war ein österreichischer Historiker.

## Leben
Ab 1964 war er Mitarbeiter am Institut für Ost- und Südosteuropaforschung der Universität Wien. Nach der Habilitation 1981 für Geschichte war er ab 1993 ordentlicher Universitätsprofessor für Geschichte Ost- und Südosteuropas an der Universität Klagenfurt. 
Seine Forschungsschwerpunkte waren die Geschichte Russlands und der Sowjetunion sowie Südosteuropas im 19. und 20. Jahrhundert, speziell Geschichte und Landeskunde des Alpen-Adria-Raumes, Nationalismus und Nationalität allgemein.

## Schriften (Auswahl)
- Das nahe Triester Hinterland. Zur wirtschaftlichen und sozialen Entwicklung vom Beginn des 19. Jahrhunderts bis zur Gegenwart. Wien 1969, OCLC 462084246.
- Landwirtschaft und Agrarpolitik in Russland vor der Revolution. Wien 1986, ISBN 3-205-08591-4.
- Hg.: Vom Ethnos zur Nationalität. Der nationale Differenzierungsprozess am Beispiel ausgewählter Orte in Kärnten und im Burgenland. Wien 2005, ISBN 3-486-55878-1.
- mit Gudmund Tributsch (Hg.): Isonzo-Protokoll. Klagenfurt 1994, ISBN 3-85013-367-5.